# Cliff Harris
Clifford Allen „Cliff“ Harris (* 12. November 1948 in Fayetteville, Arkansas), Spitzname: „Captain Crash“, ist ein ehemaliger US-amerikanischer American-Football-Spieler. Er spielte als Safety in der National Football League (NFL) bei den Dallas Cowboys.

## Spielerlaufbahn

### College
Harris wuchs in Hot Springs, Arkansas auf und spielte American Football an der Quachita Baptist University in Arkadelphia. Die Footballmannschaft dieses Colleges war zu diesem Zeitpunkt zweitklassig. Spieler solcher Mannschaften haben in der Regel kaum Aussichten auf eine Profilaufbahn. Harris, der als zu schmächtig für Football galt, machte seinen Abschluss in Mathematik. Obwohl die Scouts der NFL auf ihn aufmerksam wurden, wurde er im NFL Draft 1970 von keiner Mannschaft berücksichtigt.

### NFL
Harris war den Verantwortlichen der Cowboys beim Studium von Filmaufnahmen aufgefallen. Er wurde zu einem Probetraining eingeladen und konnte dort sofort überzeugen. Obwohl er seinem Rookiejahr noch seinen Wehrdienst ableisten musste und er daher nicht alle Spiele bestreiten konnte, verdrängte er seinen späteren Freund und Geschäftspartner Charlie Waters von dessen Stammplatz als Free Safety. Waters wurde später als Cornerback eingesetzt. Unter Head Coach Tom Landry entwickelten sich die Cowboys zu einer Spitzenmannschaft. Harris bildete zusammen mit weiteren Spieler, wie Mel Renfro, Randy White oder Waters eine gefürchtete Defense, die als sogenannte „Doomsday Defense“ (Weltuntergangs-Verteidigung) in die Geschichte der NFL einging. Harris war dabei für seine rücksichtslosen und hart ausgeführten Tackles bekannt.
Cliff Harris gewann mit den Cowboys zweimal den Super Bowl. Super Bowl VI wurde mit 24:3 gegen die Miami Dolphins gewonnen, Super Bowl XII ging mit 27:10 gegen die Denver Broncos an die Mannschaft aus Dallas. Drei weitere Super Bowls sahen die Cowboys als Verlierer. Nach der Saison 1979 beendete Harris überraschend seine Laufbahn.

## Ehrungen
Cliff Harris spielte sechsmal im Pro Bowl, er wurde fünfmal zum All-Pro ernannt und ist Mitglied in dem NFL 1970s All-Decade Team und in der Arkansas Sports Hall of Fame sowie in der Ruhmeshalle seines Colleges. 2004 wurde er in den Dallas Cowboys Ring of Honor aufgenommen und ist seit dem Jahr 2020 Mitglied in der Pro Football Hall of Fame.

## Nach der Karriere
Harris arbeitet zusammen mit Waters in einem Energiehandelsunternehmen, dessen Präsident er selbst ist. Er schrieb zwei Bücher. Ein Buch mit dem Titel: „Captain Crash and the Dallas Cowboys“ erzählt seine Lebensgeschichte, während das zweite Buch mit dem Titel: „Tales from the Dallas Cowboys“ Geschichten rund um die Mannschaft der Dallas Cowboys erzählt. Als Co-Autor dieses Buches fungierte Charlie Waters.

## Abseits des Spielfelds
Harris ist verheiratet und hat drei Kinder. Er lebt in Rockwall, Texas und ist bei zahlreichen gemeinnützigen Einrichtungen sozial engagiert.

## Quelle
- Jens Plassmann: NFL – American Football. Das Spiel, die Stars, die Stories (= Rororo 9445 rororo Sport). Rowohlt, Reinbek bei Hamburg 1995, ISBN 3-499-19445-7.

| Personendaten    | Personendaten                                               |
| ---------------- | ----------------------------------------------------------- |
| NAME             | Harris, Cliff                                               |
| ALTERNATIVNAMEN  | Harris, Clifford Allen (vollständiger Name)                 |
| KURZBESCHREIBUNG | US-amerikanischer American-Football-Spieler und Unternehmer |
| GEBURTSDATUM     | 12. November 1948                                           |
| GEBURTSORT       | Fayetteville, Arkansas, Vereinigte Staaten                  |